# Breil-sur-Roya
Breil-sur-Roya är en kommun i departementet Alpes-Maritimes i regionen Provence-Alpes-Côte d'Azur i sydöstra Frankrike. Kommunen ligger  i kantonen Breil-sur-Roya som ligger i arrondissementet Nice. År 2022 hade Breil-sur-Roya 2 292 invånare.

## Befolkningsutveckling
Antalet invånare i kommunen Breil-sur-Roya
Referens: INSEE

## Galleri

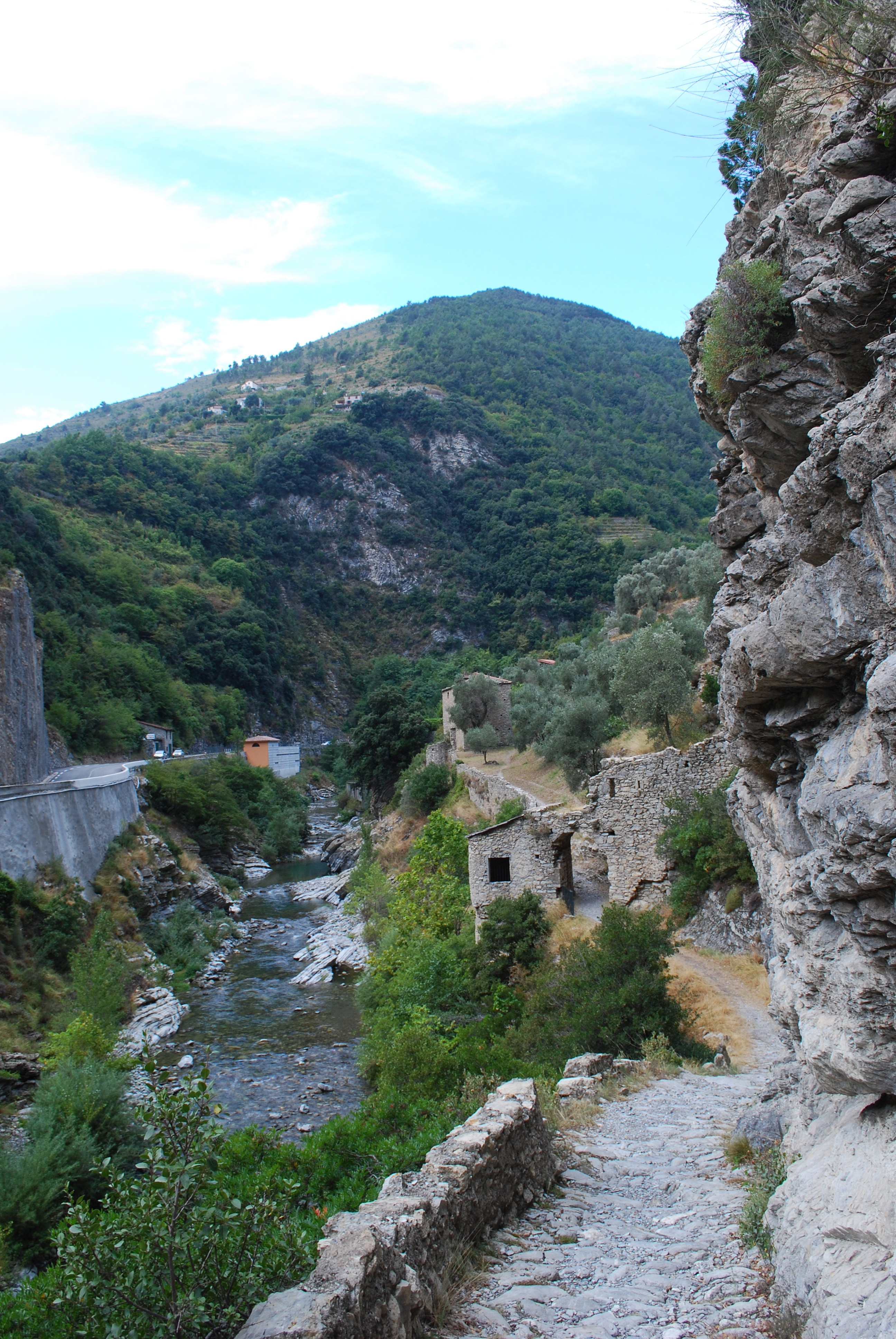
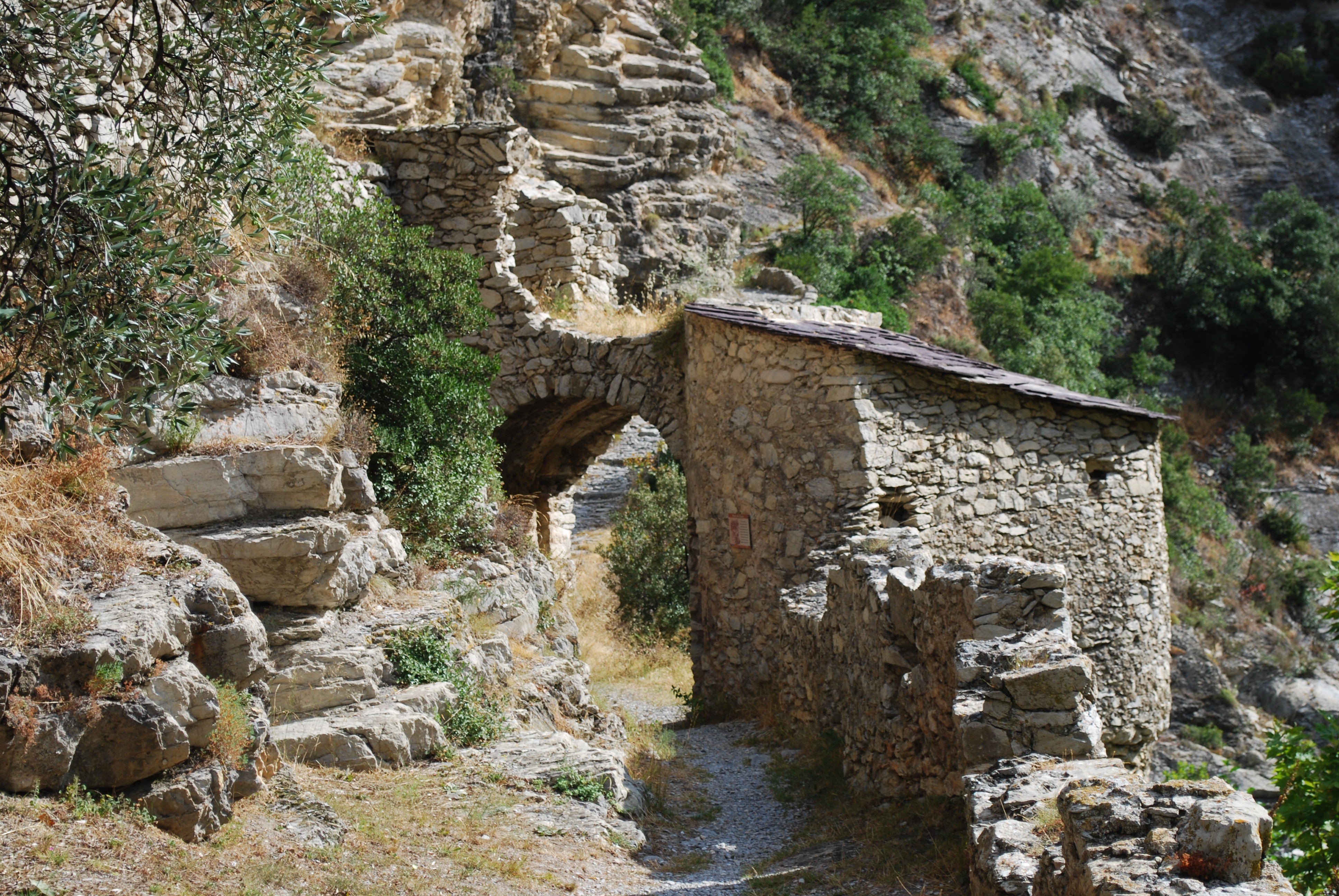
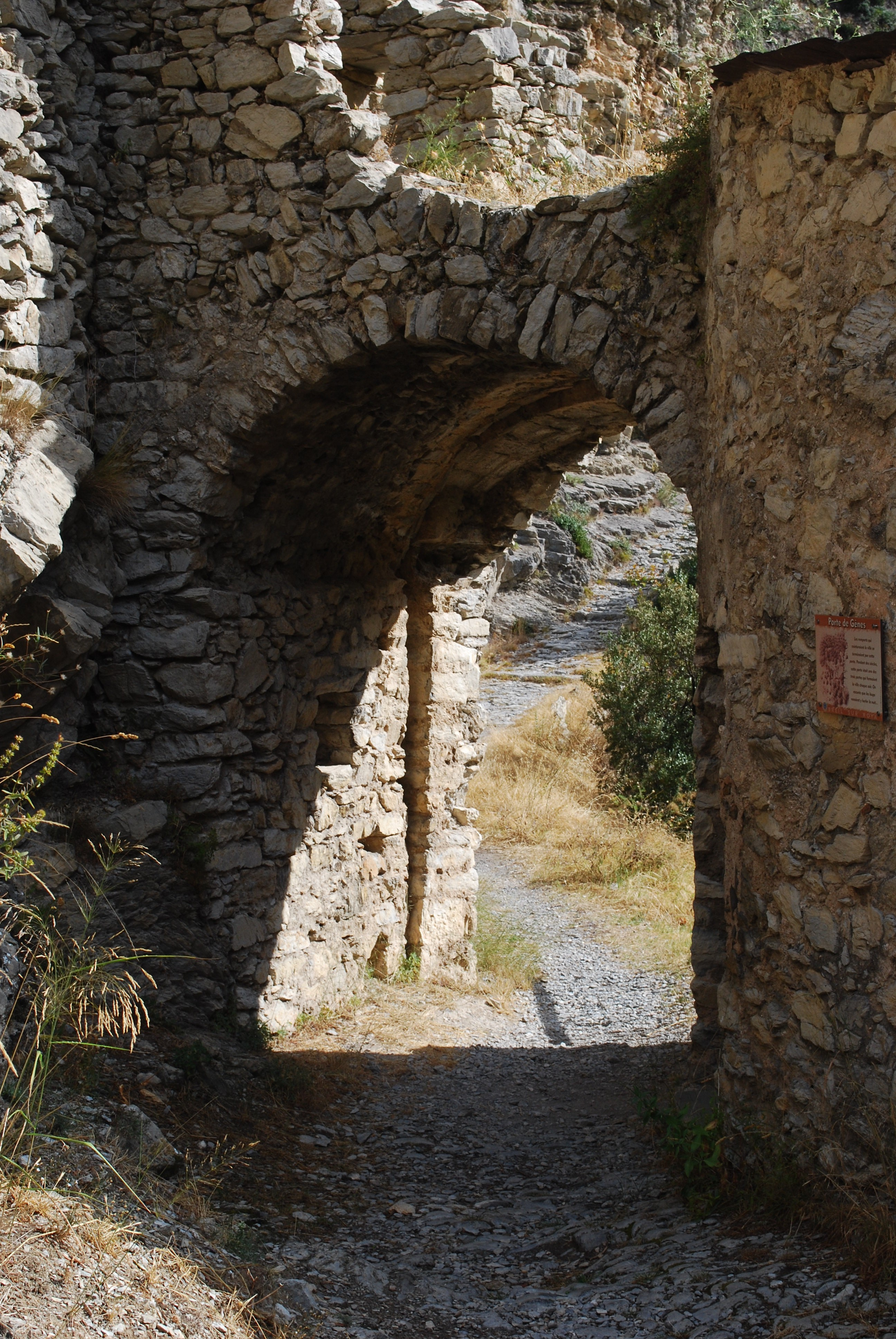
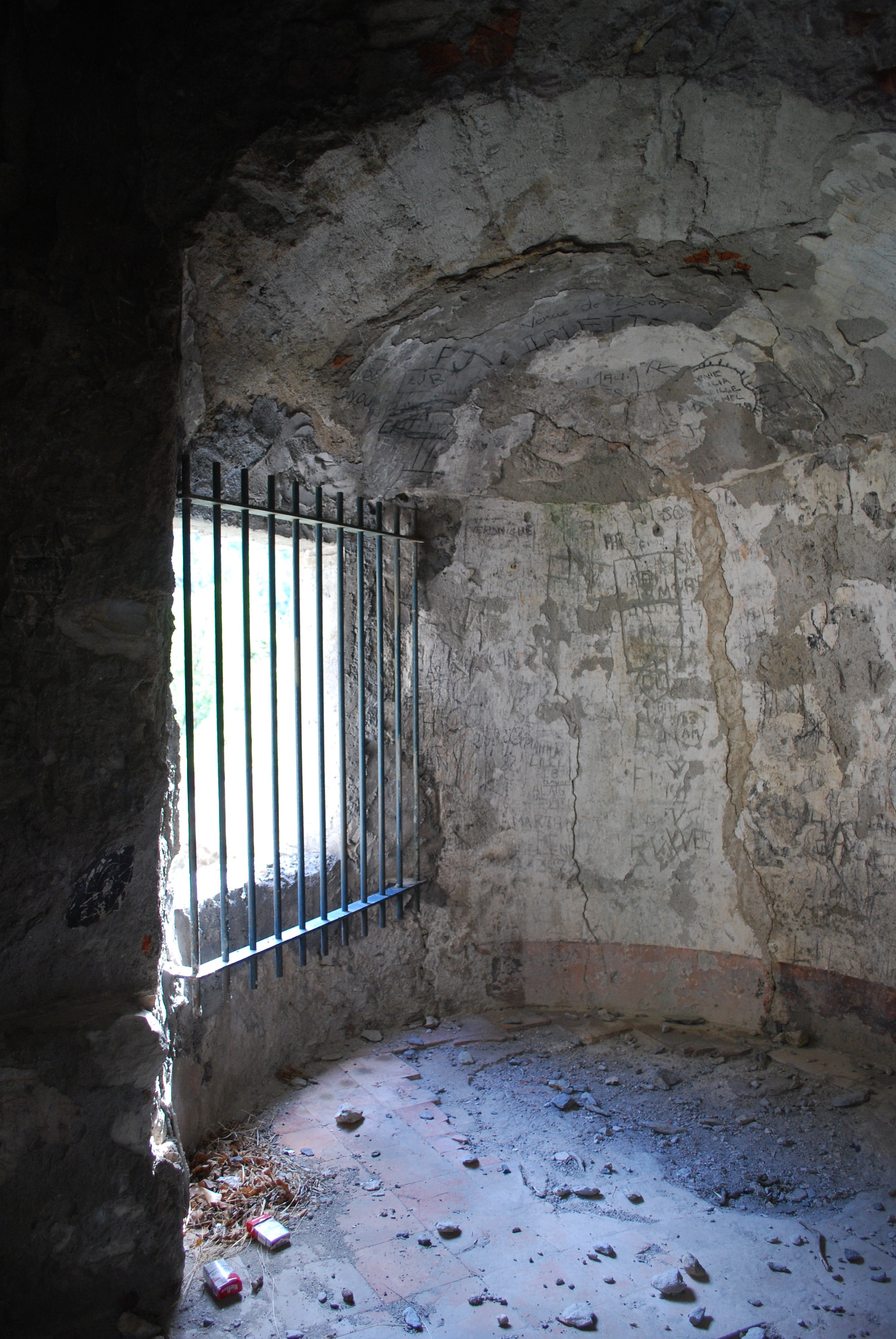
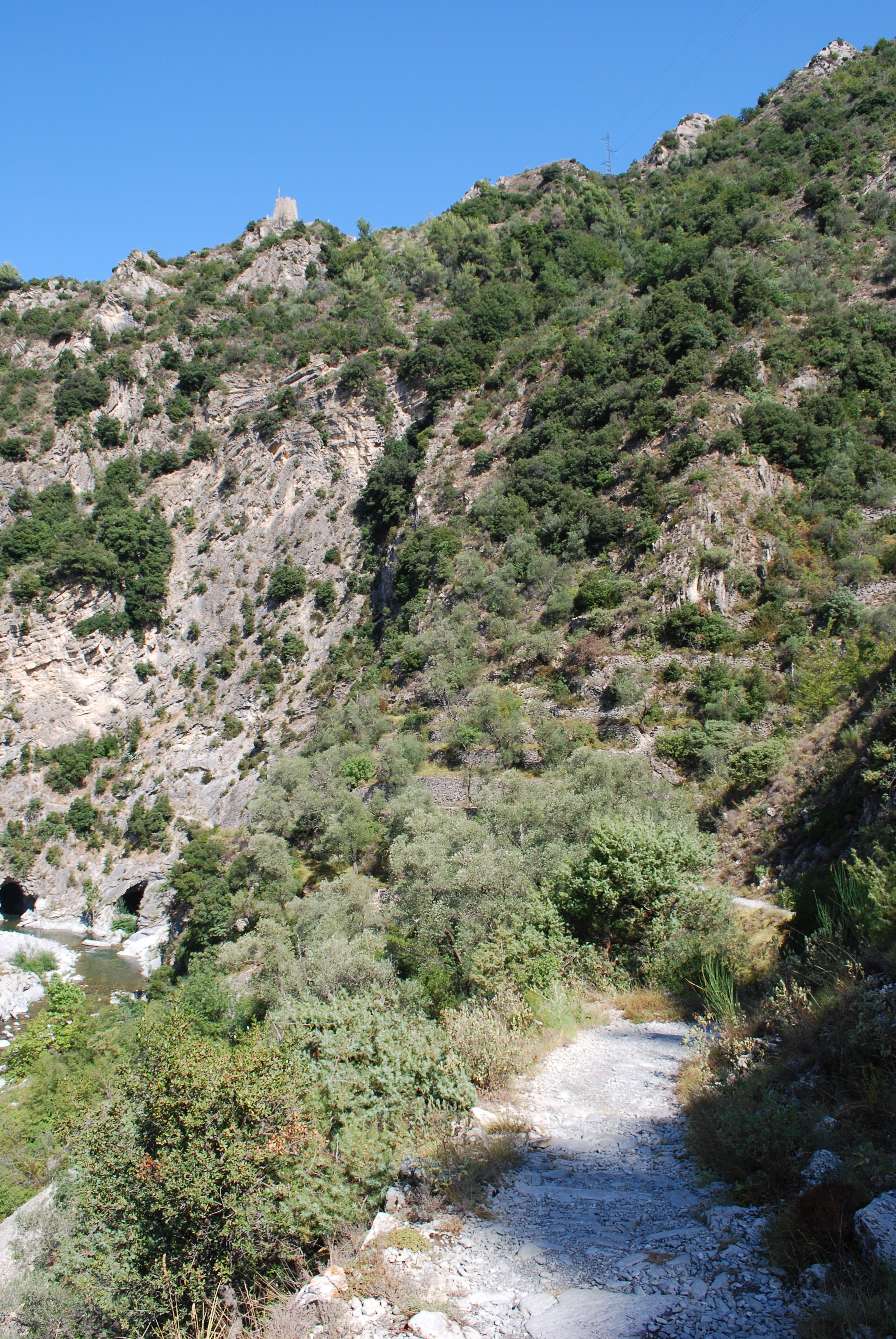
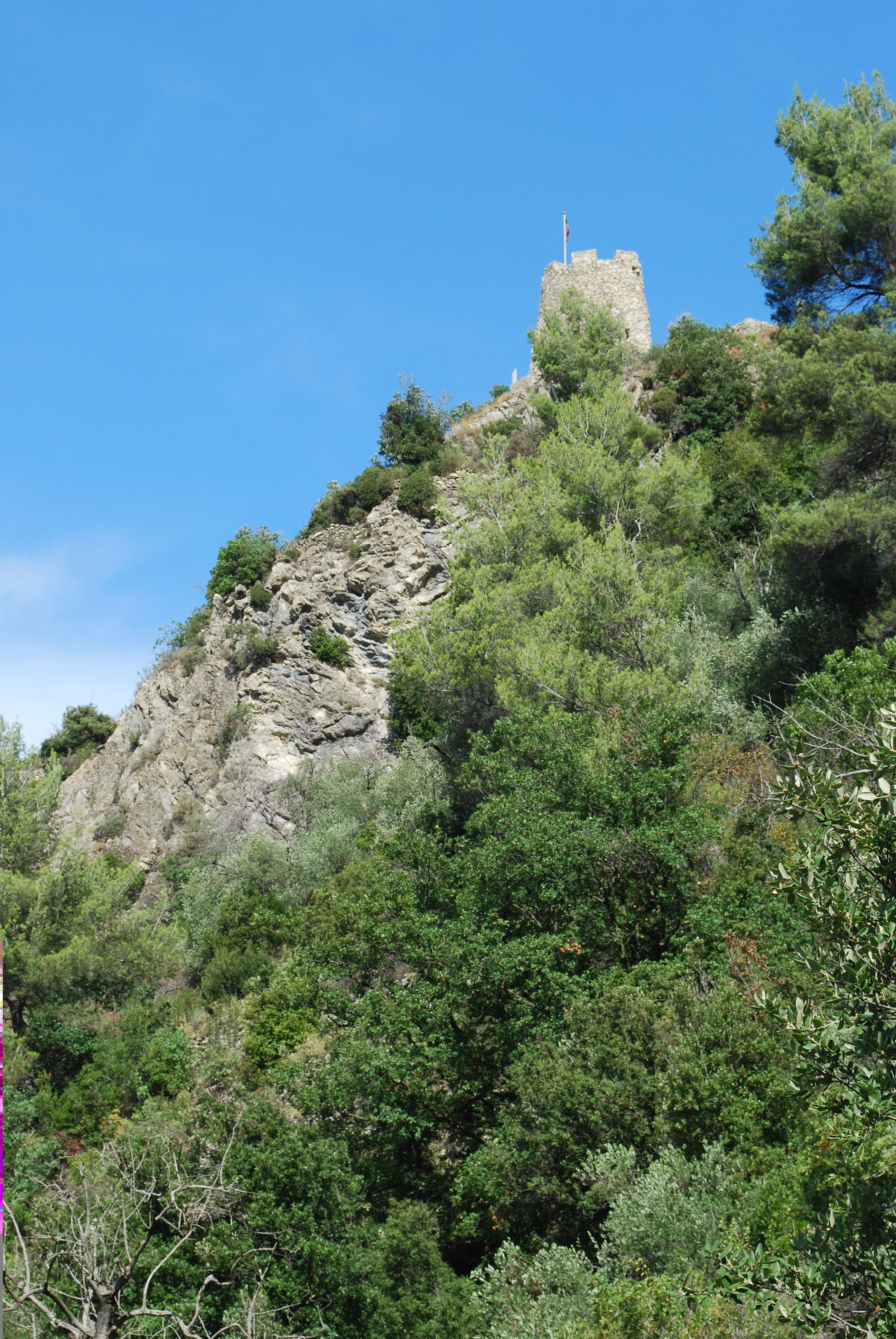
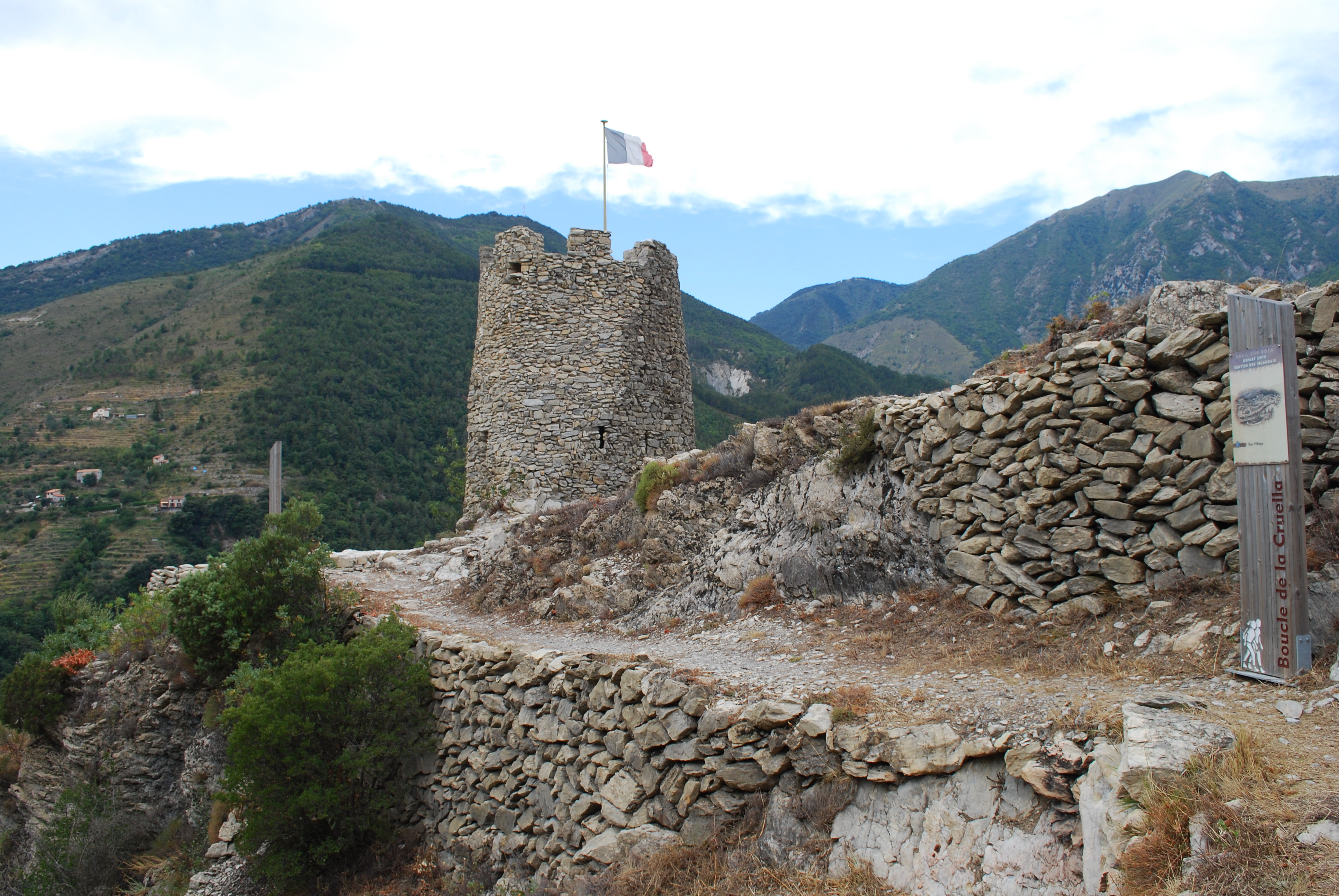
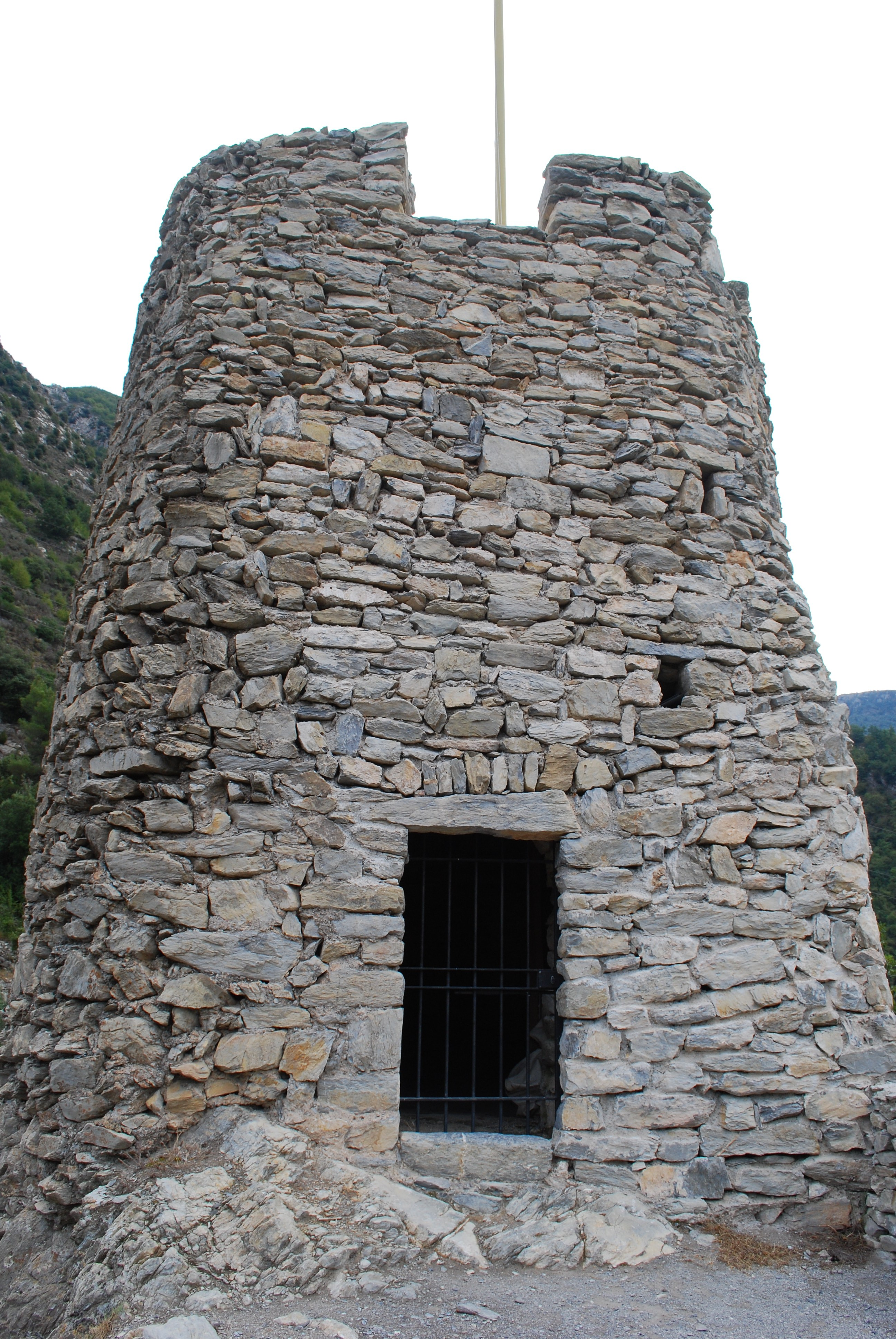
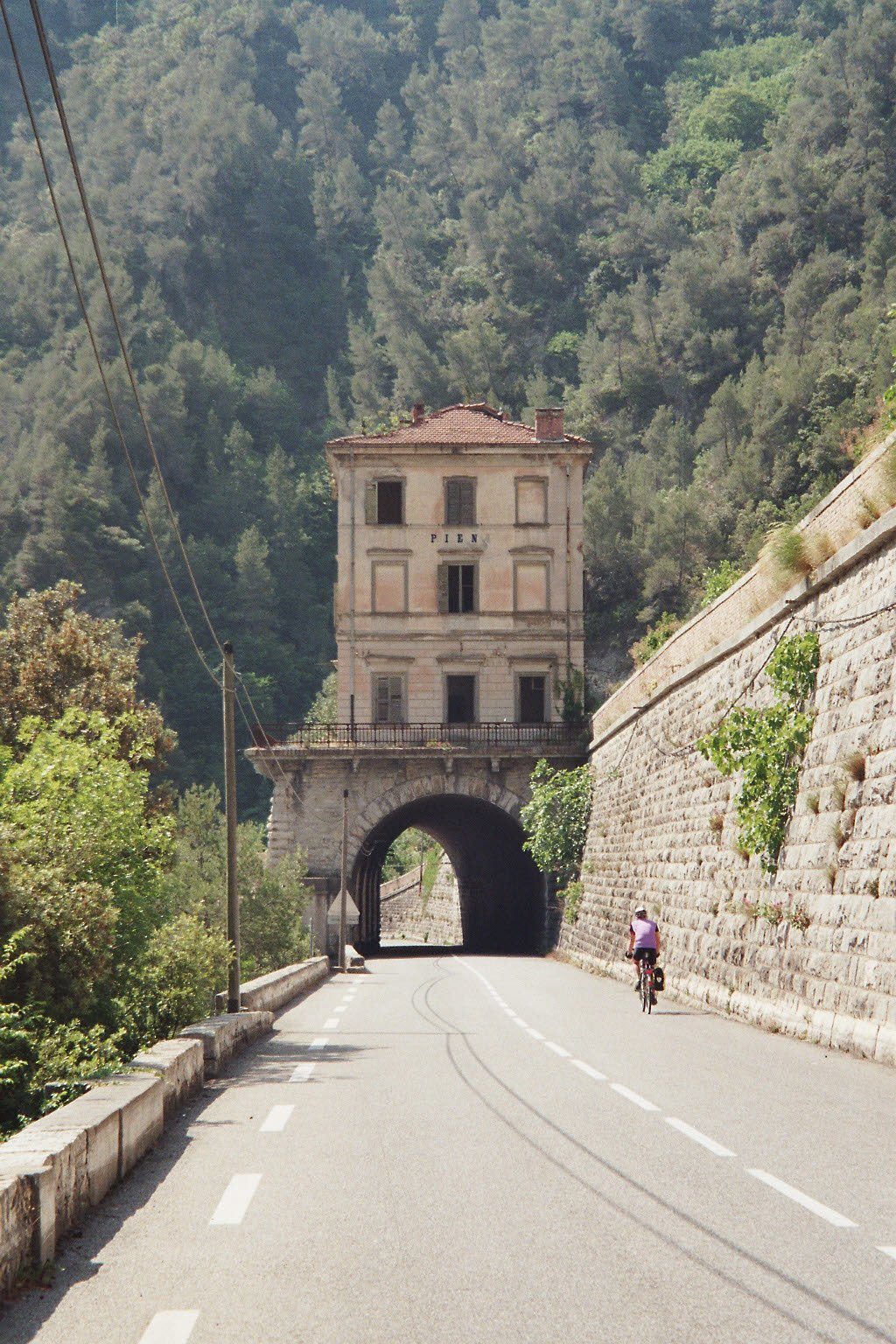